# Немет, Иван
Иван Немет (хорв. Ivan Nemet; 14 апреля 1943, Сомбор, Югославия — 16 декабря 2007, Базель, Швейцария) — югославский, затем швейцарский шахматист хорватского происхождения, международный гроссмейстер (1978).

## Биография
В юношеские годы был одним из сильнейших в своей возрастной категории в Югославии, дважды выигрывал юношеское первенство страны. Чемпионат Хорватии (1973), Чемпион Югославии (1979), чемпион Швейцарии (1990), играл за национальные сборные этих стран. Победитель нескольких международных турниров. Занимался тренерской деятельностью, под его руководством хорватский шахматист Огнен Цвитан в 1981 стал чемпионом мира среди юношей.
"Прославился" знаменитой партией против Милорада Кнежевича, которую проиграл белыми в 5 ходов:
https://www.chessgames.com/perl/chessgame?gid=1243265 Архивная копия от 3 марта 2021 на Wayback Machine

## Основные спортивные результаты
| Год  | Турнир                            | Результат | Место |
| ---- | --------------------------------- | --------- | ----- |
| 1959 | Чемпионат Югославии среди юношей  |           | 1—2   |
| 1961 | Чемпионат Югославии среди юношей  |           | 1     |
| 1973 | Чемпионат Хорватии                |           | 1     |
| 1975 | Международный турнир (Кикинда)    |           | 1     |
| 1976 | Международный турнир (Младеновац) |           | 2     |
| 1978 | Международный турнир (Вировитица) |           | 3—5   |
| 1979 | 34-й чемпионат Югославии          | 10 из 13  | 1     |
|      | Международный турнир (Вировитица) |           | 2     |
| 1980 | Международный турнир (Венеция)    |           | 2     |
| 1982 | Международный турнир (Лугано)     |           | 3—11  |
| 1985 | Международный турнир (Лугано)     |           | 2—15  |
| 1987 | Международный турнир (Женева)     |           | 3—7   |
|      | Международный турнир (Мартиньи)   |           | 3—4   |
|      | Международный турнир (Мендризио)  |           | 1—4   |
| 1990 | Чемпионат Швейцарии               |           | 1     |

## Изменения рейтинга
| Графики недоступны из-за технических проблем. См. информацию на Фабрикаторе и на mediawiki.org. |